# Gora Ida (Kreta)
Gora Ida (grško Ἴδα), znana pod različnimi imeni Idha, Ídhi, Idi in Ita (masiv, ki vključuje goro, se imenuje Psiloritis, grško Ψηλορείτης), je najvišja gora na otoku Kreta, z nadmorsko višino 2456 metrov. Ima najvišjo topografsko prominenco med vsemi gorami v Grčiji. Naravni park Psiloritis, ki vključuje goro Ida, je član Unescove globalne mreže geoparkov.
Ida, ki je v regionalni enoti Retimno, je bila v grški mitologiji posvečena Titanki Rei. Na njenih pobočjih leži ena izmed jam, Idaion Antron, jama Idaion, v kateri se je po legendi rodil bog Zevs. Druge legende pa postavljajo njegovo rojstno mesto v jamo Psihro na planoti Lasiti.
Izvedena je bila arheobotanična študija, ki preučuje različne rastlinske baze v minojskih palačah v obdobju neopalacije na Kreti. Obstajala je bogata paleta prehranskih rastlin, za katere je bilo ugotovljeno, da vsebujejo bistvena hranila, kot so ogljikovi hidrati, beljakovine in viri vitaminov. Študija je potekala na gori Ida, v minojski palači Zomintos.

## Opis
Psiloritis je na razvodju med južnim delom Krete, ki se izliva v Libijsko morje, in severnim bazenom, ki gleda na Egejsko morje. Sedlo na 2321 m vzhodno od vrha ga povezuje z goro Agathias, proti zahodu pa se greben nadaljuje z goro Stolistra (2336 m).
Observatorij Skinakas Univerze na Kreti je na sekundarnem vrhu Skinakas na 1750 m. Ima dva teleskopa, vključno z 1,3 m modificiranim instrumentom Ritchey-Chrétien.
Planota Nida je vzhodno od gore. Na planoti je nekaj pastirskih koč (mitata), zgrajenih samo iz lokalnih kamnov, ki se uporabljajo tako za zavetje kot za sirarstvo. Na severovzhodu gore, pod vrhom Skinakas, mestom observatorija, je planota Vromonero, kraj nasada božike in javorja s številnimi endemičnimi in ogroženimi vrstami. Skupaj z dostopno cesto skozi sotesko Halasia in izhodiščem pri Krousonasu je bilo opredeljeno kot zaščiteno območje Natura 2000.
Zomintos je planota, ki je v severnem vznožju gore Ida. Na planoti je najvišja minojska palača, kar so jih kdaj našli, minojska palača Zomintos.
Jama Kamares je starogrško svetišče na gori Idi. Med izkopavanjem jame so našli številne kose lončenine, podobne vazam. Po stanju in vzorcu vaz je razvidno, da so lončene kose izdelovali takratni kmetje. Znano je, da ima kretska keramika barvni ornament in črno osnovo. Jama Kamares je bila v celoti izkopana šele leta 1913. Najdbe so dale pravi vpogled v starogrško življenje v povezavi z goro Ida.

## Mitologija =

### Daktili
Ida je kraj rase legendarnih starodavnih kovinarjev, Daktilov. Daktili so bili arhaična mitična rasa moških bitij, povezanih z Veliko materjo, bodisi kot Kibelo ali Reo. Daktili so bili starodavni kovači in zdravilni čarovniki. V nekaterih mitih so bili zaposleni pri Hefajstu in so ljudi učili obdelave kovin, matematike in abecede.
Ko je Ankhiale vedela, da je prišel njen čas poroda, je odšla v jamo Idaion na gori Ida ali, drugače, jamo Psihro na planoti Lasiti. Ko je med porodom počepnila, je svoje prste zarila v zemljo (Gaja), kar je rodilo te daktiloje Idaioi (Δάκτυλοι Ἰδαῖοι 'Idejski prsti'), tako pogosto desetih ali včasih pomnoženih v raso desetih deset. Trije so prav tako pogosto navedeni kot njihovo število. Včasih so oštevilčeni kot triintrideset.

### Jama Psihro
V starih časih so jamo Idaion ali Psihro, »jamo boginje« (Dea), častili tako Minojci kot Heleni. V grških časih je bila jama ponovno posvečena Zevsu. Jama, v kateri je bil Zevs vzgojen, je različno navedena kot ta jama ali druga z istim imenom ali Diktajska jama.
V jami so našli votivne pečate in slonovino. Tako kot Diktajska jama je bila Psihro znana kot kraj iniciacij. Morda je služila kot mesto preročišča, ki ga simbolizira pogosta upodobitev trinožnika na kovancih bližnjega Aksosa, ki je domnevno nadzoroval ozemlje okoli jame.

### Starec s Krete
Dante Alighieri je v Peklu XIV vizualiziral starca znotraj gore Ida. Njegova glava je bila iz zlata, njegove roke in prsi iz srebra, njegov spodnji del trebuha iz medenine, spodaj pa je bil iz železa, le da je bila njegova desna noga iz gline, in je nosila vso njegovo težo. To je simboliziralo propadanje sveta in njegove solze so oblikovale reke pekla.

## Galerija
- Vhod v jamo Idaion
- Vzhodni greben vrha gore Ida
- Pastirska koča (mitato) na planoti Nida, vzhodna stran gore Ida
- Observatorij Skinakas
- Blizu Anogeia